# Sibylle Riqueti de Mirabeau
Sibylle Riqueti de Mirabeau, född 1849, död 1932, var en fransk författare.
En krater på Venus har fått sitt namn efter henne. 